# 熊野町 (瀬戸市)
熊野町（くまのちょう）は、愛知県瀬戸市陶原連区の町名。丁番を持たない単独町名である。

## 地理
- 瀬戸市の中央部に位置する[8]。西を東吉田町、北を陶原町、東を西権現町・東権現町、南を原山町と隣接している[8]。
- 古くからの住宅地で、税務署・労働基準監督署・公民館・寺社がある[8]。

### 学区
市立小・中学校に通う場合、学区は以下の通りとなる。また、公立高等学校普通科に通う場合の学区は以下の通りとなる。
| 番・番地等 | 小学校             | 中学校               | 高等学校 |
| ---------- | ------------------ | -------------------- | -------- |
| 全域       | 瀬戸市立陶原小学校 | 瀬戸市立水無瀬中学校 | 尾張学区 |

## 歴史

### 町名の由来
熊野神社があることによって名付けられたといわれる。

### 沿革
- 1942年（昭和17年）1月9日 - 瀬戸市大字瀬戸字西犬塚・森の各一部により、同市熊野町として成立[2]。

## 世帯数と人口
2024年（令和6年）1月1日現在の世帯数と人口は以下の通りである。
| 町丁   | 世帯数  | 人口  |
| ------ | ------- | ----- |
| 熊野町 | 153世帯 | 329人 |

### 人口の変遷
国勢調査による人口の推移
| 1995年（平成7年）  | 380人 | [ 12 ] |  |
| 2000年（平成12年） | 383人 | [ 13 ] |  |
| 2005年（平成17年） | 375人 | [ 14 ] |  |
| 2010年（平成22年） | 350人 | [ 15 ] |  |
| 2015年（平成27年） | 317人 | [ 16 ] |  |
| 2020年（令和2年）  | 305人 | [ 17 ] |  |

### 世帯数の変遷
国勢調査による世帯数の推移。
| 1995年（平成7年）  | 147世帯 | [ 12 ] |  |
| 2000年（平成12年） | 162世帯 | [ 13 ] |  |
| 2005年（平成17年） | 159世帯 | [ 14 ] |  |
| 2010年（平成22年） | 157世帯 | [ 15 ] |  |
| 2015年（平成27年） | 141世帯 | [ 16 ] |  |
| 2020年（令和2年）  | 133世帯 | [ 17 ] |  |

## 交通

### 鉄道
町内に鉄道は走っていない。最寄り駅は名鉄瀬戸線尾張瀬戸駅・瀬戸市役所前駅になる。

### バス
名鉄バス「東山線」
- 【43】【44】藤が丘 - 岩作 - 本地口 - 瀬戸駅前 系統が走っているが、町内にバス停はない。最寄りのバス停は、新開地バス停・瀬戸警察署前バス停になる。

### 道路
町内に国道・県道は通っていない。

## 施設
- 尾張瀬戸税務署[8] ： 管轄区域は瀬戸市と尾張旭市[18]。
- 愛知労働局 瀬戸労働基準監督署[8] ： 管轄区域は瀬戸市・尾張旭市・長久手市[19]。
- 陶原公民館[8] ： 地域諸団体と協力し町づくりの推進や若きリーダーの育成と組織の充実を図ることを目的に活動している[20]。瀬戸警察署の運転免許更新の一般・違反・初回講習が行われる[21]。
- 熊野神社[8] ： 祭神は伊弉邪美命[22]。例祭は毎年10月15日に最も近い日曜日に行われている[22]。
- 順慶寺[8] ： 真宗大谷派[23]。念仏聞法の道場として知られており、本尊は阿弥陀如来を祠っている[23]。
- 熊野児童遊園 ： 熊野神社に隣接している公園。すべり台、雲梯、シーソー、鉄棒、ジャングルジム、土俵がある。

- 尾張瀬戸税務署
- 愛知労働局 瀬戸労働基準監督署
- 陶原公民館
- 熊野神社
- 順慶寺
- 熊野児童遊園

## その他

### 日本郵便
- 郵便番号 : 489-0881[6]（集配局：瀬戸郵便局[24]）。